# Lubsza (rejon żydaczowski)
Lubsza (ukr. Любша) – wieś na Ukrainie. Należy do rejonu żydaczowskiego w obwodzie lwowskim i liczy 568 mieszkańców.
Za II Rzeczypospolitej do 1934 roku wieś stanowiła samodzielną gminę jednostkową w powiecie żydaczowskim w woj. stanisławowskim. W związku z reformą scaleniową została 1 sierpnia 1934 roku włączona do nowo utworzonej wiejskiej gminy zbiorowej gminy Młyniska w tymże powiecie i województwie. Po wojnie wieś weszła w struktury administracyjne Związku Radzieckiego.